# Feleteo
Feleteo, in latino Feletheus, ma noto anche come Feva, Feba, Foeba, Fevva, Fevvanus, Theuvanus, (... – Ravenna, 487) fu re dei Rugi dal 475 alla morte.

## Biografia
Feleteo era il figlio di Flacciteo, re dei Rugi e fondatore del regno dei Rugi. Suo fratello era Ferderuchus. Feleteo era sposato con la ostrogota e ariana Giso (chiamata anche Gisa), che probabilmente era la cugina di Teodorico il Grande, della stirpe degli Amali e re degli Ostrogoti.
Dopo la morte di suo padre, probabilmente nel 475, Feleteo gli succedette come re dei Rugi. Il loro territorio all'epoca era nella Bassa Austria, nella provincia romana del Noricum, ribattezzata, a seguito della loro presenza, Rugiland.
Nel 476 Feleteo sostenne Odoacre e i suoi alleati sciri ed eruli nel rovesciamento dell'imperatore romano Romolo Augusto. Feleteo era uno stretto confidente, come il padre, di Severino del Norico, il quale divenne de facto il portavoce dei romani autoctoni. Dopo che l'imperatore romano d'Oriente Zenone tentò di far scoppiare un conflitto tra i Rugi ed Odoacre, Feleteo giustiziò suo nipote Fredericus, che sosteneva Odoacre. Odoacre successivamente invase il regno dei Rugi, sconfiggendoli completamente in una battaglia nei pressi dell'attuale Vienna. Feleteo e sua moglie furono catturati e giustiziati a Ravenna nel 487. Due anni dopo, sotto il figlio Frederico, i Rugi si unirono al re ostrogoto Teodorico il Grande, che, invasa l'Italia, sconfisse e uccise Odoacre nel 493.